# Ain't Misbehavin' (película)
Ain't Misbehavin' es una película musical estrenada por Universal International y protagonizada por Rory Calhoun, Piper Laurie, Jack Carson y Mamie Van Doren.

## Reparto
| Actor             | Rol                      |
| ----------------- | ------------------------ |
| Rory Calhoun      | Kenneth Fulton           |
| Piper Laurie      | Sarah Bernhardt Hatfield |
| Jack Carson       | Hal North                |
| Mamie Van Doren   | Jackie                   |
| Reginald Gardiner | Anatole Piermont Rogers  |
| Barbara Britton   | Pat Beaton               |